# 梅田哲也
梅田 哲也（うめだ てつや、1980年 - ）は、熊本県生まれ、大阪在住のアーティスト、音響作家、演奏家。

## 来歴・概要
天草列島で幼少期を過ごす。1998年に大阪の大学に進学後、クラブカルチャー全盛期の大阪でパフォーマンス活動を始める。当時はボアダムスに影響を受けた。2002年に大阪市がフェスティバルゲートの空き店舗内に「新世界アーツパーク事業」を立ち上げ、その一環として誘致したライブスペース「BRIDGE」（内橋和久主宰）にオープン当初から参加。灰野敬二や鈴木昭男らとともに即興音楽のイベント「F.B.I.」に出演。2006年頃からテニスコーツと活動するようになり、2009年の横浜国際映像祭オープニングにて『停電EXPO』に参加したことをきっかけに集団でのパフォーマンスを開始する。
ライブ形式の作品を発表する一方、インスタレーション展示も行う。ライブハウス、クラブ、野外、倉庫、ギャラリー、美術館など様々な場所で作品を発表しており、音と空間を基調としつつも活動内容は独特で形容しがたく、ジャンル分け困難である。音楽家とのセッションや他アーティストとのコラボレーションも多い。
2024年、個展『wait this is my favorite part 待ってここ好きなとこなんだ』で芸術選奨新人賞受賞。